# Грађанске куће породице Петковић
Грађанске куће породице Петковић налазе се у близини централног градског језгра Сокобање. Уписане су у листу заштићених споменика културе Републике Србије (ИД бр. СК 762).

## Карактеристике
Обе куће налазе се на истом имању у улици Краља Петра Првог бр. 2 – 4. Старија кућа бр. 4 грађена је у времену после 1880. године а новија бр. 2, 1909. године. Као целине у саставу дворишта, грађене су као приземни објекти са заједничким двориштем. Кућа бр. 2 састоји се из подрума и високог приземља масивне градње. У спољној архитектури карактеристична је обрада фасаде са пластиком у духу обликовања под утицајем праваца који су владали у то време. Нарочиту ликовну вредност представља обликовање улаза у зграду са централном улазном партијом. Поред уобичајених кровних венаца са фризом, на фасади су присутни још и надпрозорни венци, заједнички изнад свака два отвора на главној фасади, као и пиластри на крајевима и средишту између свака два отвора, овликовани са имитацијом фуга. Кућа бр 4. за разлику од претходне предтавља низак приземан објекат. У спољној архитектури присутна је скромност по питању обликовања фасадне пластике са поједностављеним кровним венцем, прозорским оквирима у малтеру и пуластрима груписаним између свака два отвора и на крајевима. Површина фасаде у целини изведена је у малтеру са имитацијом распореда камених блокова са фугама, па је и сама сокла омалтерисана.